# Kirin Cup 2000
Kirin Cup 2000 – dwudziesty pierwszy, piłkarski turniej towarzyski Kirin Cup, odbył się w dniach 11 - 18 czerwca 2000 r. w Japonii. W turnieju tradycyjnie wzięły udział trzy zespoły: drużyna gospodarzy, Słowacji i Boliwii.

## Mecze
| 11 czerwca |  | Japonia | 1 | - | 1 (1-1) | Słowacja |

| 14 czerwca |  | Słowacja | 2 | - | 0 (2-0) | Boliwia |

| 18 czerwca |  | Japonia | 2 | - | 0 (2-0) | Boliwia |

## Końcowa tabela
| M | Reprezentacja | L.m. | Zw. | Rem. | Por. | Bramki | R.br. | Pkt |
| 1 | Japonia       | 2    | 1   | 1    | 0    | 3:1    | +2    | 4   |
| 1 | Słowacja      | 2    | 1   | 1    | 0    | 3:1    | +2    | 4   |
| 3 | Boliwia       | 2    | 0   | 0    | 2    | 0:4    | -4    | 0   |

Dwudziestym pierwszym triumfatorem turnieju Kirin Cup zostały zespoły Japonii i Słowacji.